# Barbuda Council
Das Barbuda Council ist die Volksvertretung auf der Insel Barbuda.

## Aufgaben
Das Barbuda Council nimmt die Geschäfte der täglichen Verwaltung auf Barbuda wahr. Es wurde 1976 durch den Barbuda Local Government Act geschaffen. Es ist zuständig für die Bereiche Land- und Forstwirtschaft, Gesundheit und Bauwesen. Hierfür ist es in fünf Ausschüsse unterteilt: Finanzen, Arbeit und Allgemeines, Gesundheit, Soziales und Katastrophenhilfe sowie Tourismus, Sport, Kultur und Jugendangelegenheiten und Landwirtschaft, Forstwirtschaft, Fischerei und Küstenschutz. Um seine Aufgaben wahrnehmen zu können, hat das Council das Recht, Steuern und Abgaben zu erheben.

## Mitglieder

### Zusammensetzung und Wahlen
Das Council hat 11 Mitglieder. Neun hiervon werden in öffentlicher und geheimer Wahl für eine Wahlperiode von 4 Jahren gewählt, wobei die Wahlen alle zwei Jahre im März stattfinden und rotierend immer vier oder fünf Sitze neu besetzt werden. Der Vertreter Barbudas im Repräsentantenhaus und der vom Council entsandte Senator gehören von Amts wegen dem Council an. Wählbar als Mitglied sind Personen, ihren ständigen Wohnsitz auf Barbuda und das 18. Lebensjahr vollendet haben, die Staatsangehörigkeit eines Staates des Commonwealth of Nations besitzen und auf Barbuda geboren oder Kind eines Elternteils sind der auf Barbuda geboren wurde oder ihren Wohnsitz seit mindestens drei Jahren auf Barbuda haben und deren Muttersprache Englisch ist.
Von der Wahl auszuschließen sind Personen, die eine ausländische Staatsangehörigkeit besitzen, Insolvenz angemeldet haben oder an einer psychischen Störung leiden. Ebenfalls nicht wählbar sind Personen, die zum Tode oder zu einer Gefängnisstrafe von über einem Jahr verurteilt wurden. Selbiges gilt für Personen, die hauptamtlich für das Council tätig sind oder an dessen Arbeit ein sonstiges privates Interesse haben. Als Kandidaten kommen auch Angehörige der Streitkräfte des Vereinigten Königreichs und der Polizei sowie Inhaber eines kirchlichen Amtes nicht in Betracht. Bei den Wahlen gibt es vier Wahllokale, in denen die Wähler alphabetisch nach ihrem Nachnamen die Stimme abgeben können. Die letzten Wahlen fanden am 24. März 2015 statt. Auf die vier zu vergebenden Sitze bewarben sich 8 Kandidaten, die Wahlbeteiligung lag bei 82 %.

### Derzeitige Mitglieder
| Name             | Partei | Bemerkungen                                      |
| ---------------- | ------ | ------------------------------------------------ |
| Arthur Nibbs     | ABLP   | Vorsitzender, Abgeordneter im Repräsentantenhaus |
| Adrian Lee       | ABLP   | Mitglied des Senats                              |
| Trevor Walker    | BPM    |                                                  |
| Saleim Cephas    | BPM    |                                                  |
| Emrick John      | ABLP   |                                                  |
| Robbie Burton    | ABLP   |                                                  |
| Calvin Gore      | ABLP   |                                                  |
| Bernhardt Newton | ABLP   |                                                  |
| David Shaw       | ABLP   |                                                  |
| Elvis Burton     | ABLP   |                                                  |
| Wade Burton      | BPM    |                                                  |